# Sheila Mercier
Sheila Betty Mercier, de soltera Rix, (Kingston upon Hull, 1 de enero de 1919 - 4 de diciembre de 2019) fue una actriz inglesa, de teatro y televisión, conocida por interpretar durante más de 20 años a Annie Sugden en la telenovela Emmerdale, desde el primer episodio en 1972 hasta mediados de la década de 1990.

## Biografía
Mercier nació en Kingston upon Hull, en Yorkshire del Este, Inglaterra. Era hija de Herbert Rix (de JR Rix &amp; Sons Ltd) y su esposa Fanny. Era la tercera de tres hermanos, siendo su hermano menor el actor y activista Brian Rix. Estudió en el Convento Francés (Hull) y en Hunmanby Hall y recibió formación teatral en el College of Dram de Stratford-upon-Avon con Randle Ayrton.

### Carrera
Mercier tuvo una larga carrera sobre las tablas antes de iniciar su carrera televisiva. Donald Wolfit la descubrió y en 1939 Mercier giró con su compañía Shakespeare. Durante la Segunda Guerra Mundial se unió a la división Women's Auxiliary Air Force de la Real Fuerza Área británica, sirviendo en el mando de combate, y convirtiéndose en asistente. Después de la guerra, trabajó en el teatro de repertorio hasta 1951, recibiendo críticas positivas de la crítica. Sobre El águila de dos cabezas de Cocteau, otra reseña decía: "El número de empresas de repertorio que se han ocupado de esta sorprendente obra ha sido muy pequeño. En el elenco se destacó Sheila Rix como la trágica Reina, que mantuvo a su audiencia en todo momento".
Desde 1951 hasta 1972, trabajó con su hermano Brian Rix en las farsas de Whitehall, tanto en el Estudios Trafalgar como en giras por teatros regionales y en actuaciones televisadas en BBC Television. También apareció en la serie de televisión Dial RIX (1963) junto a su esposo, Peter Mercier.
En 1972, fue elegida para el papel por el que fue más conocida, la matriarca Annie Sugden, uno de los personajes principales de la telenovela británica Emmerdale Farm (más tarde conocida simplemente como Emmerdale). Formó parte del elenco principal hasta 1994, con algunas apariciones ocasionales más tarde, como el funeral de su hijo en pantalla, Joe, en junio de 1995, junto con su esposo Amos Brearly. Durante el episodio número 1000 en 1985, se presentó su autobiografía de This Is Your Life.

### Vida personal
Quedó viuda cuando su esposo, el actor Peter Mercier, murió en 1993, después de 42 años de matrimonio. El hijo de la pareja, Nigel Mercier (6 de diciembre de 1954 - 6 de enero de 2017), también trabajó en la industria de la televisión, inicialmente en BBC News en el BBC Television Center como editor de video y después en London Weekend Televisión. En 1994 se publicó la autobiografía de Mercier, Annie's Song: My Life & Emmerdale, escrita con Anthony Hayward. En él, reveló que había sido violada por un oficial al principio de la guerra, que había quedado embarazada y había dado a su hija en adopción, y que su hija se había puesto en contacto con ella treinta años después. Las dos mujeres se hicieron buenas amigas. El sobrino de Mercier es el autor infantil, Jamie Rix, hijo de su hermano, Brian Rix. Mercier murió el 4 de diciembre de 2019, a los 100 años.

### Representaciones teatrales
| Año  | Título                              | Autor                           | Teatro                      | Papel            | Compañía                 |
| ---- | ----------------------------------- | ------------------------------- | --------------------------- | ---------------- | ------------------------ |
| 1939 | A Murder Has Been Arranged          | Emlyn Williams                  | Palace, Hull                | Mrs Arthur       | Carl Bernard             |
| 1940 | London Wall                         | John Van Druten                 |                             |                  | New Theatre              |
| 1947 | The Man Who Came to Dinner          | George S. Kaufman and Moss Hart | Royal Court, Warrington     |                  | Philip Stainton Players  |
| 1948 | Is Your Honeymoon Really Necessary? | E. Vivian Tidmarsh              | Tonbridge Repertory Theatre |                  | Robert Marshall Company  |
| 1948 | Tons of Money                       | Will Evans and Arthur Valentine | Tonbridge Repertory Theatre | Louise Allington | Robert Marshall Company  |
| 1948 | The Cat and the Canary              | John Willard                    | Tonbridge Repertory Theatre | Mammy Pleasant   | Robert Marshall Company  |
| 1948 | The Enchanted Cottage               | Arthur Wing Pinero              | Tonbridge Repertory Theatre | Housekeeper      | Robert Marshall Company  |
| 1948 | Hay Fever                           | Noël Coward                     | Tonbridge Repertory Theatre | Judith Bliss     | Robert Marshall Company  |
| 1948 | The Eagle with Two Heads            | Jean Cocteau                    |                             | The Queen        | Ilkley Repertory Company |
| 1949 | Jupiter Laughs                      | A. J. Cronin                    | Margate Hippodrome          |                  | Viking Theatre Company   |
| 1949 | Love In Idleness                    | Terence Rattigan                | Margate Hippodrome          | Olivia Brown     | Viking Theatre Company   |
| 1949 | An Inspector Calls                  | J. B. Priestley                 | Margate Hippodrome          |                  | Viking Theatre Company   |
| 1949 | The Importance of Being Earnest     | Oscar Wilde                     | Margate Hippodrome          | Lady Bracknell   | Viking Theatre Company   |
| 1949 | Room For Two                        | Gilbert Wakefield               | Margate Hippodrome          | Clare Broden     | Viking Theatre Company   |
| 1949 | Rookery Nook                        | Ben Travers                     | Margate Hippodrome          | Mrs Leverett     | Viking Theatre Company   |
| 1949 | Sweet Aloes                         | Jay Mallory                     | Margate Hippodrome          |                  | Viking Theatre Company   |
| 1950 | Rope                                | Patrick Hamilton                | Bridlington Spa             |                  | Viking Theatre Company   |
| 1951 | Castle in the Air                   |                                 | Margate Hippodrome          | "Boss" Trent     | Viking Theatre Company   |

### Farsasseleccionadas de Whitehall
| Año       | Título                                   | Autor                              | Teatro/TV | Papel                |
| --------- | ---------------------------------------- | ---------------------------------- | --- | -------------------- |
| 1951      | Which Witch?                             | John Trayne and Rosamund Beauchamp | Miniature Theatre, Sidcup | Wife                 |
| 1958      | On Monday Next                           | Philip King                        | BBC TV | Sandra Layton        |
| 1958      | A Cuckoo in the Nest                     | Ben Travers                        | BBC TV | [ 36 ]               |
| 1961–1962 | One for the Pot                          | Ray Cooney and Tony Hilton         | Whitehall Theatre, BBC TV | Amy Hardcastle       |
| 1961      | Basinful of Briny                        | Leslie Sands                       | BBC TV | [ 41 ]               |
| 1963      | Love's a Luxury                          | Guy Paxton and Edward V. Hoile     | BBC TV | [ 42 ]               |
| 1964      | One Wild Oat                             | Vernon Sylvaine                    | BBC TV | [ 43 ]               |
| 1964–1966 | Chase Me Comrade!                        | Ray Cooney                         | Coventry Theatre, Whitehall Theatre, Morecambe Winter Gardens; Manchester Opera House; Royal Court Theatre, Liverpool; King's Theatre, Glasgow; King's Theatre, Edinburgh | Mrs Janet Rimmington |
| 1964–1967 | Bang Bang Beirut / Stand By Your Bedouin | Ray Cooney and Tony Hilton         | Yvonne Arnaud Theatre, Guildford; Manchester Opera House; Royal Court Theatre, Liverpool; King's Theatre, Glasgow; King's Theatre, Edinburgh; Garrick Theatre, London     | Eloise               |
| 1967      | Uproar in the House                      | Anthony Marriott and Alistair Foot | Garrick Theatre, London; Whitehall Theatre | Audrey Grey          |
| 1968      | A Public Mischief                        | Kenneth Horne                      | BBC TV | [ 50 ]               |
| 1969      | The Facts of Life                        |                                    | Garrick Theatre, London; BBC TV | [ 51 ]               |
| 1971      | Will Any Gentleman?                      | Vernon Sylvaine                    | Cardiff New Theatre, BBC TV | Mrs. Whittle         |
| 1971      | One Wild Oat                             | Vernon Sylvaine                    | Cardiff New Theatre, BBC TV | Lydia Gilbey         |

### Filmografía seleccionada
| Año                         | Título             | Papel                         |
| --------------------------- | ------------------ | ----------------------------- |
| 1972–1994, 1995, 1996, 2009 | Emmerdale          | Annie Sugden (1597 episodios) |
| 1972                        | Six With Rix       | Varios papeles                |
| 1960–1970                   | Brian Rix Presents | Varios papeles                |